# Ingeborg Herlitz
Ingeborg Herlitz, född 26 november 1898 i Stockholm, död 26 februari 1982, var en svensk försäkringstjänsteman, politiker och kurator. Hon var ledamot av Stockholms stadsfullmäktige mellan 1938 och 1946, och var sekreterare för Högerpartiets grupp i stadsfullmäktige. Hon hade en lång rad positioner inom Högerpartiet i Stockholm. Mellan 1945 och 1946 var hon kurator vid Lärbro sjukhus, där före detta koncentrationslägerfångar omhändertogs efter andra världskriget. På Riksarkivet finns korrespondens från Herlitz bevarad, i ett privatarkiv.

## Biografi
Herlitz föddes 1898 i Stockholm. Hon var dotter till Karl Herlitz och hans fru Gerda Fredholm. År 1916 tog hon studenten vid Sofi Almquists samskola, och 1922 avlade hon en filosofie kandidat i matematik, statistik och nationalekonomi.
Herlitz var engagerad i Högerpartiet, och var ledamot av Stockholms stadsfullmäktige mellan 1938 och 1946. I stadsfullmäktige var hon bland annat sekreterare i dess högergrupp mellan 1940 och 1942. 1939 till 1941 var hon också andre vice ordförande för Högerns kvinnoråd i Stockholm. Hon var även ordförande i Högerns kvinnoklubb i Oscars församling, liksom aktiv nykterist. 1941 till 1952 var hon ledamot av Högerns kvinnliga medborgarskola, och satt i flera därtill hörande styrelser och nämnder. Dessutom satt hon i centralkommitten för Svenska kvinnornas nationalförbund och i styrelsen för Kvinnliga bank- och försäkringstjänstemannaklubben när den bildades, under Karin Kocks ordförandeskap. Som försäkringstjänsteman arbetade hon mellan 1923 och 1956 för Thule. Mellan 1948 och 1956 var hon biträdande aktuarie och chef för personalavdelningens pensionsgrupp.
Mellan 1945 och 1946 var Herlitz kurator för vård av före detta koncentrationslägerfångar från andra världskriget vid Lärbro sjukhus på Gotland. Omkring 500 tidigare fångar från koncentrationsläger vårdardes vid sjukhuset. Från sin tid som kurator finns ett privatarkiv av Herlitz, som bland annat består av korrespondens med koncentrationslägerfångar, andra kuratorer och myndigheter, men även anteckningar, teckningar och minnessaker från överlevande. Korrespondensen är på svenska, engelska, tyska och franska, och finns på Riksarkivet i Marieberg.
Ingeborg Herlitz är begravd på Norra begravningsplatsen utanför Stockholm.